# Kanałowy morderca
Kanałowy morderca – niezidentyfikowany seryjny morderca, który działał na terenie Frankfurtu nad Menem. W latach 1976–1983 zamordował siedmiu chłopców. Ofiary były w wieku 11–17 lat.

## Modus operandi
Ofiarami tajemniczego mordercy byli młodzi chłopcy. Cechą charakterystyczną było to, iż większość ofiar lubiła spędzać wolny czas w salonach gier oraz włócząc się po ulicach. To właśnie w tych okolicznościach ofiary poznawały swojego mordercę. Nie wiadomo, czy chłopcy zostali zamordowani w dniu zaginięcia, czy byli wcześniej przetrzymywani i dopiero później zamordowani. Zwłoki ofiar odnajdywano we frankfurckich kanałach ściekowych, często w zaawansowanych stopniach rozkładu, co sprawiło, iż nie udało się wyjaśnić przyczyn zgonu. W skrajnym przypadku – zwłoki Daniela Schauba odnaleziono dopiero po sześciu latach. Wszystkie ofiary zostały uderzone tępym narzędziem w głowę, jednak nie ma pewności, czy uderzenia spowodowały ich zgon. Ponadto zwłoki były uszkodzone przez maszyny służące do oczyszczania wody. Wszystkie ofiary były skrępowane sznurkiem, przez co jedna z teorii mówi, że chłopcy wciąż żyli w momencie wrzucania ich do kanału (w dwóch przypadkach jest to bardzo prawdopodobne). W żadnym z siedmiu przypadków, nie udało się ustalić, czy ofiary zostały zgwałcone.

## Sprawca
Policyjny profiler stwierdził, że sprawcą jest około 50-letni, samotny mężczyzna, ze skłonnościami homoseksualnymi. Według profilu, morderca miał nienawidzić swego homoseksualizmu. Jest prawdopodobne, że ofiary gwałcił, być może nawet wielokrotnie. Fakt, iż morderca wiedział, gdzie znajdują się włazy do kanałów, przez które można wrzucić ofiarę bez ryzyka zauważenia, sprawia, że musiał bardzo dobrze znać Frankfurt nad Menem oraz miasta zlokalizowane w jego aglomeracji.
W trakcie śledztwa wytypowano jednego podejrzanego – 40-letniego magazyniera z miasta Offenbach am Main. Ustalono, iż mężczyzna, pod pretekstem nakarmienia, zwabiał bezdomnych nastolatków do należącej do niego altanki, a tam uprawiał z nimi sadystyczny seks. Mocnym tropem był fakt, że w towarzystwie mężczyzny widziano Markusa Hildebrandta, który był jedną z ofiar tajemniczego mordercy. W samej altance odnaleziono ślady krwi, jednak nie odpowiadały grupom krwi żadnej z siedmiu ofiar. W altance odnaleziono wiele gadżetów erotycznych, pistolet gazowy oraz kolekcję noży. Z braku dowodów, mężczyźnie nigdy nie postawiono żadnych zarzutów, a bezdomni z którymi miał kontakty seksualne, odmówili składania zeznań.

## Ofiary
Dokładny czas zgonu udało się ustalić tylko w przypadku jednej ofiary – Fuada Rahou.
| Lp. | Ofiara             | Wiek  | Data zgonu      | Data odnalezienia zwłok |
| --- | ------------------ | ----- | --------------- | ----------------------- |
| 1.  | Niezidentyfikowany | 15–18 | Sierpień 1976   | 7 września 1976         |
| 2.  | Erik D.            | 17    | Grudzień 1981   | 23 maja 1982            |
| 3.  | Bernd Michel       | 17    | Sierpień 1982   | 19 września 1982        |
| 4.  | Markus Hildebrandt | 17    | Styczeń 1983    | 2 lipca 1983            |
| 5.  | Daniel Schaub      | 14    | Lipiec 1983     | 21 czerwca 1989         |
| 6.  | Fuad Rahou         | 14    | 1 września 1983 | 9 września 1983         |
| 7.  | Oliver Tupikas     | 11    | Wrzesień 1983   | 11 października 1983    |